# Sears (warenhuisketen)
Sears, Roebuck and Co. (ook bekend als Sears) is een Amerikaanse warenhuisketen.

## Geschiedenis
Sears werd in 1893 door Richard Warren Sears en Alvah Curtis Roebuck opgericht. Het bedrijf begon als postorderbedrijf, maar groeide in het midden van de 20e eeuw uit tot een van de grootste warenhuizen in de Verenigde Staten.
Het bedrijf werd in 2005 overgenomen door concurrent Kmart, en het nieuwe concern kreeg de naam Sears Holdings Corporation. Beide merken zullen echter behouden blijven, ofschoon er verscheidene Kmart-vestigingen zijn omgebouwd tot Sears Grand-winkels.